# Harper Lee
Nelle Harper Lee (28 tháng 4 năm 1926 – 19 tháng 2 năm 2016), thường được biết tới với tên Harper Lee, là một nữ nhà văn người Mỹ. Bà được biết tới nhiều nhất qua tiểu thuyết đầu tay Giết con chim nhại (To Kill a Mockingbird). Ngày 5 tháng 11 năm 2007, Harper Lee đã được tổng thống George W. Bush trao Huân chương Tự do Tổng thống Hoa Kỳ (Presidential Medal of Freedom), huân chương cao quý nhất dành cho công dân Hoa Kỳ, vì những đóng góp của bà cho văn học Mỹ.
Vào tháng 2 năm 2015, luật sư của Lee xác nhận xuất bản cuốn tiểu thuyết thứ 2, Đặt người vọng canh (Go Set a Watchman). Được sáng tác vào giữa thập niên 1950, quyển sách phát hành vào tháng 7 năm 2015 như là phần tiếp theo của Giết con chim nhại.

## Tiểu sử
Nelle Harper Lee sinh năm 1926 tại thị trấn nhỏ Monroeville thuộc tiểu bang Alabama, Hoa Kỳ. Bà là con út trong số bốn người con của ông bà Amasa Coleman Lee và Frances Cunningham Finch Lee. Bố của Harper Lee là một luật sư làm việc tại cơ quan tư pháp tiểu bang, trước đó ông từng là một biên tập viên tờ báo địa phương. Từ khi còn nhỏ bà đã bộc lộ niềm yêu thích văn chương, Harper Lee chơi rất thân với cậu bé hàng xóm có tên Truman Capote, người sau này cũng trở thành một trong những phóng viên và nhà văn nổi tiếng nhất nước Mỹ.
Sau khi tốt nghiệp trung học tại Monroeville, Lee vào học tại trường nữ sinh Huntingdon College ở Montgomery (1944–45) và sau đó theo học cử nhân luật tại Đại học Alabama (University of Alabama, 1945 – 1950). Trong thời gian là sinh viên, Harper Lee tham gia viết bài và biên tập cho tờ báo của trường, tờ Rammer Jammer. Chưa hoàn thành hết khóa học cử nhân luật, Harper Lee đã sang Anh học một mùa hè tại Oxford rồi quay trở về New York làm nhân viên cho hãng hàng không Eastern Air Lines và BOAC. Mãi đến cuối thập niên 1950 Lee mới quyết định nghỉ việc để tập trung sức lực cho nghề viết văn.

## Sự nghiệp
Sau khi hoàn thành một số truyện dài, vào cuối năm 1956 Harper Lee được tặng nguyên một năm lương với đề nghị bà dùng năm nghỉ ngơi này để sáng tác bất cứ gì mình thích. Trong vòng một năm, nữ nhà văn viết xong bản thảo cuốn tiểu thuyết đầu tay, sau đó bà cùng với biên tập viên Tay Hohoff của nhà xuất bản J. B. Lippincott & Co. hoàn thành Giết con chim nhại (To Kill a Mockingbird) vào mùa hè năm 1959. Tiểu thuyết có nhiều nét tương tự như một cuốn tự truyện của chính nhà văn, nó lấy không gian một thị trấn nhỏ ở Alabama với nhân vật chính là cô bé Jean Louise "Scout" Finch, con gái luật sư Atticus Finch. Trong tiểu thuyết còn xuất hiện nhân vật Dill, bạn của Scout, với hình mẫu được lấy từ người bạn thân của Harper Lee là Truman Capote. Điều thú vị là Harper Lee trước đó cũng trở thành hình mẫu để Capote xây dựng một nhân vật trong tiểu thuyết Other Voices, Other Rooms xuất bản năm 1948 của ông. Xuất bản lần đầu tiên ngày 11 tháng 7 năm 1960, Giết con chim nhại đã nhanh chóng trở thành tác phẩm ăn khách cũng như được giới phê bình đánh giá rất cao. Harper Lee đã được trao Giải Pulitzer Văn học (Pulitzer Prize for Fiction) năm 1961 cho tiểu thuyết này. Sau khi ra đời, Giết con chim nhại đã được tái bản rất nhiều lần cũng như được chuyển thể thành phim và trở thành một trong những tác phẩm văn học đáng chú ý nhất thế kỷ 20 của văn học Mỹ.
Sau khi hoàn thành Giết con chim nhại, Lee làm trợ lý cho Capote trong chuyến đi của ông tới Holcomb, Kansas để tìm hiểu thông tin về một vụ giết người dã man nhằm viết bài cho báo The New Yorker. Tư liệu từ chuyến đi này của hai người sau đó đã được Capote sử dụng để viết tiểu thuyết xuất sắc nhất của ông, In Cold Blood (1966). Về phần Lee, mặc dù đã trở nên nổi tiếng nhờ tiểu thuyết đầu tay, bà hầu như từ chối mọi cuộc phỏng vấn hoặc xuất hiện nơi công cộng và cũng ngừng viết văn, ngoại trừ một số tiểu luận ngắn. Tiểu thuyết thứ hai của bà, The Long Goodbye, vì thế chưa bao giờ được hoàn thành. Giữa thập niên 1980, Lee cũng từng có ý định viết một cuốn sách về vụ giết người hàng loạt ở Alabama, nhưng rồi bà cũng nhanh chóng bỏ qua dự án vì không hài lòng với nó. Trong một buổi họp mặt tại Alabama năm 2008, Lee đã từ chối lời mời xuất hiện trước công chúng với lý do: "Tốt hơn là im lặng thay vì trở thành một kẻ khờ".

## Vinh danh
Tháng 6 năm 1966, Harper Lee là một trong hai người được tổng thống Lyndon B. Johnson mời tham gia Ủy ban Nghệ thuật Quốc gia (Hoa Kỳ) (National Council on the Arts). Ngày 5 tháng 11 năm 2007, bà được tổng thống George W. Bush trao Huân chương Tự do Tổng thống Hoa Kỳ (Presidential Medal of Freedom), huân chương cao quý nhất dành cho công dân Hoa Kỳ, vì những đóng góp của bà cho văn học Mỹ.
Năm 2005 trong bộ phim Capote làm về quá trình tìm tư liệu và sáng tác In Cold Blood của Truman Capote, nữ diễn viên Catherine Keener đã vào vai Harper Lee. Keener đã được đề cử Giải Oscar nữ diễn viên phụ cho vai diễn này. Một năm sau đó trong bộ phim tiểu sử về Truman Capote, Infamous, đến lượt Sandra Bullock được giao khắc họa lại hình ảnh của Harper Lee.

## Qua đời
Lee mất trong khi đang ngủ vào buổi sáng ngày 19 tháng 2 năm 2016 ở tuổi 89. Trước lúc nhắm mắt, bà vẫn sống tại Monroeville, Alabama.

## Tác phẩm

### Sách
- Giết con chim nhại (1960)
- Hãy đi đặt người canh gác (2015)

### Bài báo
- "Love—In Other Words". (15 tháng 4 năm 1961) Vogue, pp. 64–65
- "Christmas to Me". (tháng 12 năm 1961) McCall's
- "When Children Discover America". (tháng 8 năm 1965) McCall's
- "Romance and High Adventure" (1983)
- Bức thư đến Oprah Winfrey (tháng 7 năm 2006), O: The Oprah Magazine